# Grottes marines de Nanumaga
Les grottes marines de Nanumaga sont des grottes découvertes en 1986 à Nanumaga (Tuvalu), en Polynésie occidentale. Il s'agit d'une grotte sous-marine située à plus de 40 mètres en dessous d'une falaise corallienne.

## Archéologie
Des marques sombres au plafond et sur les murs ainsi que des fragments de corail noircis suggèrent l'usage du feu par des anciens occupants, à une période antérieure aux connaissances généralement admises du peuplement océanien.

## Sources, notes et autres références

### Sources
- (en) Histoire des Tuvalu sur tuvaluislands.com
- The Age (Australie), Monday 13 April 1987

### Autres références
1. ↑  (en) Nuanumanga Fires Caves sur wondermondo.com